# NGC 6938
NGC 6938 est un amas ouvert situé dans la constellation du Petit Renard. Il a été découvert par l'astronome germano-britannique William Herschel en 1826.
NGC 6938 est à 1 250 ± 58 pc (∼4 080 al) du système solaire et les dernières estimations donnent un âge de 1,3 milliard d'années. La taille apparente de l'amas est de 7,2 minutes d'arc, ce qui, compte tenu de la distance et grâce à un calcul simple, équivaut à une taille réelle de 8,5 ± 0,4 al.
Wolfgang Steinicke  ainsi que le professeur Seligman considèrent NGC 6938 comme un groupe d'étoiles et non comme un amas ouvert. De plus, NGC 6938 ne figure pas sur le site WEBDA qui est consacré aux amas ouverts. Cependant, les bases de données Simbad, NASA/IPAC et HyperLeda considèrent celui-ci comme un amas ouvert.